# Leichtathletik-Weltmeisterschaften 2017/Medaillenspiegel
Medaillenspiegel der Leichtathletik-Weltmeisterschaften 2017 in London.
Die Platzierungen sind nach der Anzahl der gewonnenen Goldmedaillen sortiert, gefolgt von der Anzahl der Silber- und Bronzemedaillen (lexikographische Ordnung). Weisen zwei oder mehr Länder eine identische Medaillenbilanz auf, werden sie alphabetisch geordnet auf dem gleichen Rang geführt.
| Medaillenspiegel Endstand nach 48 Entscheidungen | Medaillenspiegel Endstand nach 48 Entscheidungen | Medaillenspiegel Endstand nach 48 Entscheidungen | Medaillenspiegel Endstand nach 48 Entscheidungen | Medaillenspiegel Endstand nach 48 Entscheidungen | Medaillenspiegel Endstand nach 48 Entscheidungen |
| Platz                                            | Land                                             | Gold                                             | Silber                                           | Bronze                                           | Gesamt                                           |
| ------------------------------------------------ | ------------------------------------------------ | ------------------------------------------------ | ------------------------------------------------ | ------------------------------------------------ | ------------------------------------------------ |
| 1                                                | USA                                              | 10                                               | 11                                               | 9                                                | 30                                               |
| 2                                                | Kenia                                            | 5                                                | 2                                                | 4                                                | 11                                               |
| 3                                                | Südafrika                                        | 3                                                | 1                                                | 2                                                | 6                                                |
| 4                                                | Frankreich                                       | 3                                                | –                                                | 2                                                | 5                                                |
| 5                                                | China                                            | 2                                                | 3                                                | 2                                                | 7                                                |
| 6                                                | Großbritannien                                   | 2                                                | 3                                                | 1                                                | 6                                                |
| 7                                                | Äthiopien                                        | 2                                                | 3                                                | –                                                | 5                                                |
| 8                                                | Polen                                            | 2                                                | 2                                                | 4                                                | 8                                                |
| 9                                                | Authorised Neutral Athletes                      | 1                                                | 5                                                | –                                                | 6                                                |
| 10                                               | Deutschland                                      | 1                                                | 2                                                | 2                                                | 5                                                |
| 11                                               | Tschechien                                       | 1                                                | 1                                                | 1                                                | 3                                                |
| 12                                               | Australien                                       | 1                                                | 1                                                | –                                                | 2                                                |
| 12                                               | Bahrain                                          | 1                                                | 1                                                | –                                                | 2                                                |
| 12                                               | Kolumbien                                        | 1                                                | 1                                                | –                                                | 2                                                |
| 12                                               | Türkei                                           | 1                                                | 1                                                | –                                                | 2                                                |
| 16                                               | Jamaika                                          | 1                                                | –                                                | 3                                                | 4                                                |
| 16                                               | Niederlande                                      | 1                                                | –                                                | 3                                                | 4                                                |
| 18                                               | Katar                                            | 1                                                | –                                                | 1                                                | 2                                                |
| 18                                               | Kroatien                                         | 1                                                | –                                                | 1                                                | 2                                                |
| 18                                               | Norwegen                                         | 1                                                | –                                                | 1                                                | 2                                                |
| 18                                               | Portugal                                         | 1                                                | –                                                | 1                                                | 2                                                |
| 18                                               | Trinidad und Tobago                              | 1                                                | –                                                | 1                                                | 2                                                |
| 18                                               | Venezuela                                        | 1                                                | –                                                | 1                                                | 2                                                |
| 24                                               | Belgien                                          | 1                                                | –                                                | –                                                | 1                                                |
| 24                                               | Griechenland                                     | 1                                                | –                                                | –                                                | 1                                                |
| 24                                               | Litauen                                          | 1                                                | –                                                | –                                                | 1                                                |
| 24                                               | Neuseeland                                       | 1                                                | –                                                | –                                                | 1                                                |
| 28                                               | Elfenbeinküste                                   | –                                                | 2                                                | –                                                | 2                                                |
| 29                                               | Japan                                            | –                                                | 1                                                | 2                                                | 3                                                |
| 30                                               | Bahamas                                          | –                                                | 1                                                | 1                                                | 2                                                |
| 30                                               | Ungarn                                           | –                                                | 1                                                | 1                                                | 2                                                |
| 32                                               | Burundi                                          | –                                                | 1                                                | –                                                | 1                                                |
| 32                                               | Marokko                                          | –                                                | 1                                                | –                                                | 1                                                |
| 32                                               | Mexiko                                           | –                                                | 1                                                | –                                                | 1                                                |
| 32                                               | Schweden                                         | –                                                | 1                                                | –                                                | 1                                                |
| 32                                               | Uganda                                           | –                                                | 1                                                | –                                                | 1                                                |
| 32                                               | Ukraine                                          | –                                                | 1                                                | –                                                | 1                                                |
| 38                                               | Brasilien                                        | –                                                | –                                                | 1                                                | 1                                                |
| 38                                               | Italien                                          | –                                                | –                                                | 1                                                | 1                                                |
| 38                                               | Kasachstan                                       | –                                                | –                                                | 1                                                | 1                                                |
| 38                                               | Kuba                                             | –                                                | –                                                | 1                                                | 1                                                |
| 38                                               | Syrien                                           | –                                                | –                                                | 1                                                | 1                                                |
| 38                                               | Tansania                                         | –                                                | –                                                | 1                                                | 1                                                |
| Gesamt                                           | Gesamt                                           | 48                                               | 48                                               | 49                                               | 145                                              |